# Izabela, lorenska vojvotkinja
Izabela Lorenska (francuski: Isabelle; 1400. – 28. veljače 1453.) bila je francuska plemkinja koja je vladala Vojvodstvom Lorenom od 25. siječnja 1431. do svoje smrti. Također, gospa Izabela bila je napuljska kraljica kao prva supruga „dobrog kralja“ Renata Anžuvinskog. Dok je Renato bio zatočen u Burgundiji, Izabela je bila regentica Napuljskog Kraljevstva.
Najstarija kći Karla II. Lorenskog i njegove žene Margarete Njemačke, kćeri njemačkog kralja, Izabela, opisana kao lijepa i inteligentna žena, postala je nasljednica svoga oca.
Dana 24. listopada 1420. godine, Izabela je sklopila brak s Renatom i „ušla“ u kuću Valois-Anjou. Bračni ugovor spominje da će Izabela naslijediti Lorenu, a Renato Bar, dok će dijete naslijediti imanja i ujediniti ih. Par je dobio desetoro djece – najpoznatije je dijete kći Margareta Anžuvinska, kraljica Engleske. Margaretina starija sestra bila je Jolanda, lorenska vojvotkinja, lik u drami Kong Renés Datter.